# ジェノアCFC
ジェノア・クリケット・アンド・フットボール・クラブ（Genoa Cricket and Football Club）は、イタリア・ジェノヴァをホームタウンとするサッカークラブである。2024-25シーズンはセリエAに所属。

## 概要
クラブ名の「ジェノア」とはジェノヴァの英語名である。
イタリアで最も歴史のあるサッカークラブで、世界各国の現存する最古のサッカークラブが名を連ねるクラブ・オブ・パイオニアーズ（en:Club of Pioneers）のメンバーである。
前身の大会も含めてセリエAでは9度の優勝があり、これはユヴェントスFC、インテル・ミラノ、ACミランに次いでリーグで4番目に多い回数となるが、最後の優勝は1923-24シーズンにまで遡る。
同じくジェノヴァを本拠地とするUCサンプドリアとのダービーマッチは、デルビー・デッラ・ランテルナ（灯台ダービー）あるいはデルビー・ディ・ジェノヴァ（ジェノヴァ・ダービー）と呼ばれる。
1994-95シーズンには、日本人初のセリエAプレイヤーとして三浦知良が所属していた。

## 歴史

### 創設

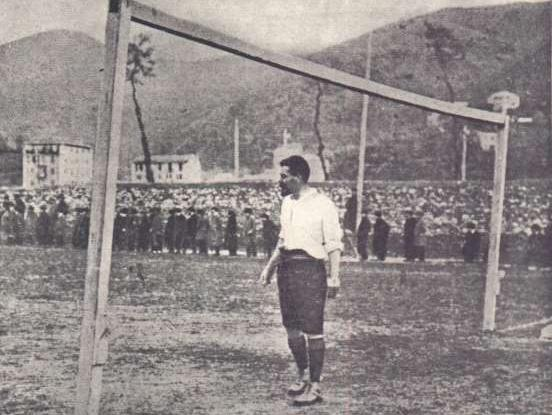
ジェイムズ・リチャードソン・スペンスリー

ジェノアCFCはジェノア・クリケット・アンド・アスレティック・クラブとして1893年9月7日に創設された。最初期は陸上競技とクリケットのチームとしてのみの活動であった。在外イングランド人のクラブとして創設されたため、当初はイングランド代表チームと同じ白色のシャツを使用し、イタリア人の加入は認めていなかった。チームの活動は町の北西部のピアッツァ・ダルミにあるカンパッソ地域で行っていた。
クラブのサッカー部門はイギリス人の医師ジェイムズ・リチャードソン・スペンスリーによって1897年4月10日に公式に開設された。これはイタリア・サッカーにおいて最古の部類であり、他にはトリノに二つのクラブが存在するだけだった。サッカー部門の開設にあわせて、イタリア人の加入も許されるようになり、ポンテ・カレッガに新グラウンドが建設された。最初のフレンドリーマッチはインテルナツィオナーレ・トリノとFBCトリネーゼの混合チームとの間で開催されたホームゲームで、ジェノアが0-1で敗れた。しかし、その後行われたフレンドリーマッチでは、UPSアレッサンドリアをアウェーで2-0で破り、最初の勝利を記録した。また、イギリスの戦艦リヴェンジの乗員をはじめとしたイギリス人海兵のチームとの試合も行われた。

### 選手権を席巻（1898年-1900年代）
イタリアにおけるサッカーの競技レベルは、イタリアサッカー連盟の発足とイタリアサッカー選手権の開催によって向上した。1898年にジェノアはトリノのヴェロードロモ・ウンベルト・Iで開催された最初のイタリア選手権に参加した。チームは5月8日の初公式戦でジンナスティカ・トリノを2-1で降し、その後、同じ日にあった決勝戦でもインテルナツィオナーレ・トリノを延長戦の末2-1で破り、最初の選手権で優勝した。
翌1899年には、チーム名からアスレティックを削って、正式名称をジェノア・クリケット・アンド・フットボール・クラブ (Genoa Cricket & Football Club) とした。変更はシャツの色にも及び、青と白のストライプ模様に改められた。この年の選手権は4月16日に行われ、決勝では再び3-1のスコアでインテルナツィオナーレ・トリノを破り優勝した。1900年には三連覇をはたし、地元のライバル、サンピエルダレネーゼに7-0で勝った試合は、リーグの最多得点差記録として1910年までどのチームにも破られなかった。決勝ではFBCトリネーゼを3-1で退けた。
クラブのキットは1901年に再び変更された。このとき採用されたのが、現在まで知られる赤と紺のデザインであり、以後チームはロッソブル (rossoblu) と呼ばれるようになった。1901年シーズンはミラン・クリケット・アンド・フットボール・クラブに次ぐ準優勝だったが、1902年シーズンにはチャンピオンの座に戻り、4度目のタイトルを手にした。1903年以降はユヴェントスがジェノアの対抗馬の筆頭として浮上してきた。しかし、ジェノアは全国選手権の決勝において、1903年から2年連続でユヴェントスの挑戦を退けた 。
1903年にはまた、フランスへ遠征し、4月27日にFVCニースと対戦した。これにより、ジェノアは国際試合を行ったイタリアで最初のサッカーチームとなった。試合は3-0でジェノアが勝利した。1904年にはイタリア選手権に優勝したのみならず、初めて開催されたリーグ戦において、IIカテゴリア（トップレベルの下に位置するセリエBの原型）の初代優勝チームとなった。しかし、1905年の選手権で準優勝に終わって以降は、かつての地位を失い、タイトルはユヴェントス、ミランやプロ・ヴェルチェッリといったクラブの手に渡った。
1908年に、FIGCが外国人選手の起用を禁じる体操連盟の主張に合意したことで、誕生以来、常に有力なイングランド人選手たちに支えられてきたジェノアは不振に陥った。ミラン、トリノ、フィレンツェなどの有力クラブもこの決定に同意しようとせず、FIGCによるこの年の公式の大会から脱退した。そのため、連盟側は翌年に決定を取り消し、ジェノアはルイジ・フェッラーリスや数人のスイス人選手の活躍によって建て直された。チームの再建にあわせてマラッシ地区に新たなグラウンドも建設された。スタジアムは当時のイギリスのそれに匹敵する25,000人の収容能力を持ち、1911年1月22日に公式にオープンした。

### ガーバット監督の下での復活（1910年代-1920年代）

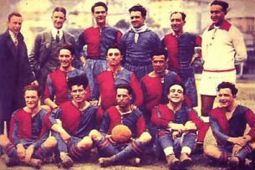
1924年、イタリア選手権で最後に優勝したジェノア

イタリア代表チームの発足にあたってジェノアは重要な部分を担い、レンツォ・デ・ヴェッキ（アッズーリのキャプテンを務めたこともある）、フェドアルド・マリアーニ、エンリコ・サルディが招集を受けた。また、イングランド人のウィリアム・ガーバットがクラブ復活のためにヘッドコーチとして招聘された。イタリアにおける初のプロ監督だったガーバットは強烈なカリスマ性によって尊敬を集め、しきりにパイプ煙草を吹かしていた。彼は選手達から「ミステル (Mister)」と呼ばれたが、この単語はやがて、イタリアのサッカー界でどの監督に対しても用いられるようになった。
1914-15シーズンには北部地域の決勝ラウンドで勝利し、北イタリアのトップクラブとしての地位を取り戻した。しかし第一次世界大戦の勃発により南部地域の決勝ラウンドは開催されず、従って全国王者を決める決勝大会も行われなかった。戦争終結後の1919年にようやく、ジェノアは11シーズンぶりのタイトルを贈られた。戦争では兵役に就いていたルイジ・フェッラーリス、アドルフォ・ニェッコ、カルロ・マラッシ、アルベルト・スッソーネ、クラウディオ・カザノヴァの5選手が死亡し、ジェノアは多大な犠牲を被った。サッカー部門の創設者であるジェイムズ・リチャードソン・スペンスリーもドイツで戦死した。
戦終直後においても、ジェノアは依然として北部地域の強豪だった。ガーバットは1922-23シーズンにもジェノアを成功に導き、選手権決勝では2試合合計6-1でラツィオを破った。翌シーズンは北部地区決勝でボローニャに勝利したが、ボローニャでの2ndレグの試合中に観客による暴動が起こったため、試合は中止となった。FIGCは後日、ジェノアに2-0の勝利を与えたが、この裁定は議論を呼ぶこととなった。このシーズンの全国王者決定戦では、サヴォイアに2試合合計4-1で勝利した。ジェノアにとってはこれが9回目の全国制覇であり、現在まで最後の優勝となっている。この時期のチームにはジョヴァンニ・デ・プラ、オッターヴィオ・バルビエリ、ルイジ・ブルランド、レンゾ・デ・ヴェッキなどが在籍していた。また、1923-24シーズンに選手権を制して以降は、現在まで続くスクデットの刺繍の伝統も始まった。これは前シーズンの選手権を制したクラブのシャツに、イタリア国旗の色をあしらった盾型の刺繍を付けるのを認める習わしである。その後、クラブが1920年代に優勝することはなかった。1927-28シーズンにトリノに次ぐ2位となったのが最高位である。

### ジェノヴァ1893時代（1920年代-1940年代）

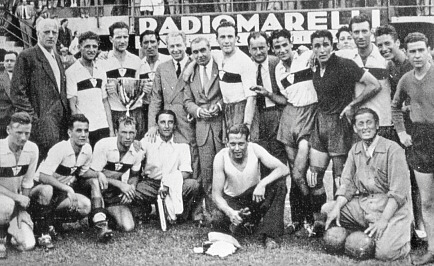
コッパ・イタリア優勝時の選手たち（1937-38シーズン）

ファシスト政権下ではそのイギリス風の名前が疎まれ、クラブは1928年にジェノヴァ1893チルコロ・デル・カルチョ (Genova 1893 Circolo del Calcio) へと改名を強制された。1929年にはヨーロピアンカップの前駆とされるミトローパ・カップに参加し、準々決勝でSKラピード・ウィーンに敗れた。1929-30シーズンは、アンブロジアーナ（インテル）に次ぐ2位でシーズンで終えた。これは現在に到るまでジェノアがトップレベルで収めた最後の準優勝となっている。
1930年代前半におけるチームのリーグ順位は激しい浮き沈みを見せた。1933-34シーズンについにセリエBへの初の降格を経験した。しかし幸いなことに、チームはヴィットリオ・ファロッパの指導によって立ち直り、ノヴァーラを上回ってグループ首位での昇格を果たした。1936年には野心的なフアン・クリオーロがクラブの会長職を引き継いだ。1936-37シーズンはリーグを6位で終え、コッパ・イタリアでは決勝でASローマをマリオ・トルティのゴールで1-0で降し初優勝を収めた。
翌1937-38シーズンのセリエAでは3位となった。このシーズンはとりわけ接戦で、優勝したアンブロジアーナとの勝ち点差はわずか3だった。1938年のFIFAワールドカップで優勝したイタリア代表には、セルジオ・ベルトーニ、マリオ・ジェンタ、マリオ・ペラッツォーロが名を連ねたクラブはこの10年間を通して高い競争力を維持し、リーグでも五指に入る地位を保った。。
第二次世界大戦はイタリアのサッカー界にあまねく劇的な影響を及ぼしたが、ジェノヴァは他のクラブと同じように復活を遂げることはできなかった。1945年にクラブは正式名称をごく初期に用いていたジェノア・クリケット・アンド・フットボール・クラブ (Genoa Cricket and Foot-Ball Club) という名前に戻した。戦争終結の翌年からは、オッターヴィオ・バルビエリやウィリアム・ガーバットといったかつてクラブを支えた人々が代わるがわる監督を務め、依然として人気のあるチームのひとつであった。また、サンプドリアという新しいライバルも生まれた。同じくジェノヴァの街を本拠地とするサンプドリアは1946年にふたつのクラブの合併によって創設され、ジェノアのホーム・スタジアムであるスタディオ・ルイジ・フェッラーリスを共同使用することとなった。

### 戦後（1940年代-1960年代）
それまでセリエAの上位に位置していたジェノアのチーム力は第二次大戦後、明らかに衰え、1940年代後半は常に中位でシーズンを終えた。それでも、1948-49シーズンには、インテルに4-1、グランデ・トリノに3-0、パドヴァに7-1という3つの重要な勝利をあげることができた。1950年代の始まりは悲惨なものであった。1949年にボカ・ジュニアーズから獲得したアルゼンチン人マリオ・ボジェはわずか1シーズンでクラブを去り、1950－51シーズンにはセリエAで最下位となり降格した。しかし2シーズン後にはセリエBを制覇し、1部復帰を果たした。この時期の有名選手にはノルウェー人のラグナー・ニコライ・ラルセンがおり、1950年代の残りは一貫してリーグの中位でシーズンを終えた 。
1959-60シーズンにはふたたび降格を喫し、1961-62シーズンに再昇格した。それでも1960年代前半はカップ戦で一定の成功を収めた。1962年にはコッパ・デッレ・アルピで優勝し、決勝ではフランスのグルノーブルをナッタのゴールにより1-0で破った。ジェノアはさらにその2年後の大会も優勝した。このときの決勝はスイス・ベルンのヴァンクドルフシュタディオンで開催され、ジャンパオロ・ピアチェリの2ゴールによってカターニアを2-0で破った。
しかし祝賀ムードは長続きせず、カップ戦で最後の成功を収めた1963-64シーズンはリーグ戦では16位に終わり、再びセリエB降格となった。以降、クラブは過去の降格時よりはるかに長くセリエBに留まることとなり、毎シーズンのように監督を交替させた。さらに1970年には初のセリエC降格さえ経験した。クラブの財政は苦境に陥り、何度か所有権が移った。

### 悲喜交交（1970年代-1980年代）
1970年代を通して、ジェノアは大半を2部で過ごした。アルトゥーロ・シルヴェストリ監督のもと、1973-74シーズンにはセリエA復帰を果たしたが、1シーズンで降格となった。再びセリエAに復帰するのはその2シーズン後で、今度はロベルト・ロザート、ブルーノ・コンティ、若きロベルト・プルッツォを擁していた。2シーズンのあいだセリエAに留まったものの、1977-78シーズンに降格した。この降格は、残留したフィオレンティーナとわずか得失点差1の差で決まるという無情なものだった。両チームは最終節で直接対決を行い、0-0で引き分けていた。
降格によって、クラブはセリエAへの迅速な復帰を果たすには欠かせないトッププレイヤーたちを失った。例えばロベルト・プルッツォはローマに移籍し、大きな成功を手にした。2度にわたってセリエBの中位となった後、ジェノアはルイジ・シモーニ監督のもと、1980-81シーズンに前シーズンのトトネロスキャンダルで強制降格させられていたACミランに次ぐ2位で昇格を果たした。
シモーニ監督率いるジェノアは、セリエA復帰後最初のシーズンを降格したACミランとわずか勝ち点1差で終え、残留を果たした。最終節のナポリ戦では、残り5分まで1-2でジェノアが追いかける展開だったが、85分にマリオ・ファッチェンダのゴールが決まって残留に必要な勝ち点を獲得した。これが両クラブのサポーター間における友好関係の始まりだった 。
それから2シーズン後の1983-84シーズンには、最終節でその年の優勝チームであるユヴェントスを破ったにもかかわらず、残留したラツィオと同勝ち点での降格を余儀なくされた。これはラツィオがジェノアとの直接対決で勝ち越したためであった。1991-92シーズンにはUEFAカップで準決勝まで勝ち上がった。1994-95シーズンに三浦知良が1年間の期限付移籍で加入し、アジア人初のセリエAプレーヤーとなった。クラブの胸スポンサーにケンウッドが入っていたこともあって、入団会見では「スポンサーを得るために獲得したと言われているが、どう思うか?」などと辛辣な質問も浴びせられた。この年の最終節でトリノに勝利したことで何とかセリエB降格プレーオフに出場したが、そのプレーオフでパドバに敗れ、セリエBに降格、その後は2007年までセリエAに昇格出来なかった。

### 近年

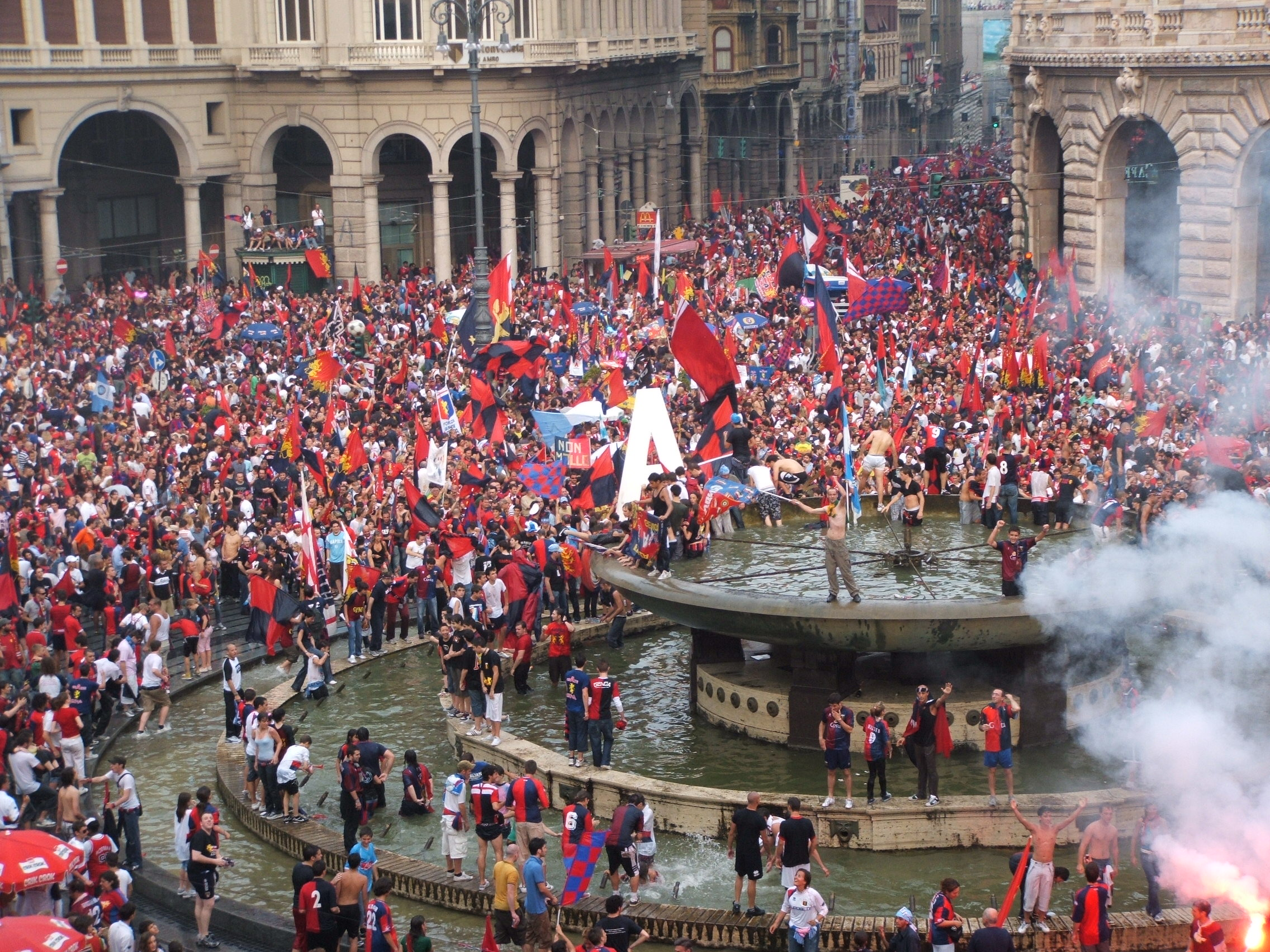
フェッラーリ広場でセリエA復帰を祝うジェノアファン。2007年6月

2003年、低迷と財政難に苦しむクラブを玩具王エンリコ・プレツィオージが買収し、以来積極的な補強を行ない、名門復活に取り組んでいる。
2004-05シーズンではセリエBで優勝した（本来ならトップディビジョンのセリエA復帰が決まるはずだった）が最終節での試合の不正操作が発覚し、ペナルティとして順位が最下位扱いになり（2位以下は順位繰り上げ）、セリエC1（3部リーグ）に降格した。その後は好成績を収め、2006-07シーズンにセリエB3位となり、セリエAへ復帰した。
2021年9月23日、経営危機にあったクラブを買収しセリエAに定着するまで復活させたプレツィオージが、777パートナーズへクラブを売却することが発表された。シーズン開幕から12節までで1勝6分5敗と成績が振るわず、11月6日にはアンドリー・シェフチェンコを新監督として迎え入れた。しかしそこから勝利をあげることはできず、2022年1月15日に解任が発表された。その後も降格圏から脱出することができず、37節の時点でセリエBへの降格が決定した。
2022-23シーズン、12月に成績不振でアレクサンダー・ブレシン監督が解任されOBのアルベルト・ジラルディーノがプリマヴェーラから繰り上げで監督に就任するとリーグ戦で15勝6分2敗と好成績を収め、2位で1シーズンでのセリエA復帰を決めた。

## タイトル

### 国内タイトル
- セリエA：9回 
  - 1898, 1899, 1900, 1902, 1903, 1904, 1914-15, 1922-23, 1923-24

- セリエB : 6回
  - 1934-35, 1952-53, 1961-62, 1972-73, 1975-76, 1988-89
- セリエC : 1回
  - 1970-71
- コッパ・イタリア : 1回 
  - 1937-38

### 国際タイトル
- コッパ・デッレ・アルピ（イタリア語版） : 2回
  - 1962, 1964
- コッパ・デッラミチーツィア（イタリア語版） : 1回
  - 1963
- アングロ＝イタリアン・カップ : 1回
  - 1996

### ユース
- カンピオナート・プリマヴェーラ : 1回
  - 2009-10
- コッパ・イタリア・プリマヴェーラ（イタリア語版） : 1回
  - 2008-09
- スーペルコッパ・プリマヴェーラ : 2回
  - 2009, 2010
- トルネオ・ディ・ヴィアレッジョ : 2回
  - 1965, 2007
- カンピオナート・ナツィオナーレ・ジョヴァニーレ : 2回
  - 1939, 1942
- カンピオナート・デ・マルティーノ（イタリア語版） : 2回
  - 1962, 1964
- セコンダ・カテゴリーア（イタリア語版） : 1回
  - 1903-04

## 過去の成績
| シーズン | ディビジョン        | ディビジョン | ディビジョン | ディビジョン | ディビジョン | ディビジョン | ディビジョン | ディビジョン | ディビジョン | コッパ・イタリア | 欧州カップ | 欧州カップ |
| シーズン | リーグ              | 試           | 勝           | 分           | 敗           | 得           | 失           | 点           | 順位         | コッパ・イタリア | 欧州カップ | 欧州カップ |
| -------- | ------------------- | ------------ | ------------ | ------------ | ------------ | ------------ | ------------ | ------------ | ------------ | ---------------- | ---------- | ---------- |
| 1945-46  | セリエA             | 26           | 6            | 7            | 13           | 21           | 46           | 19           | 12位         |                  |            |            |
| 1946-47  | セリエA             | 38           | 13           | 10           | 15           | 53           | 53           | 36           | 12位         |                  |            |            |
| 1947-48  | セリエA             | 40           | 15           | 7            | 18           | 68           | 65           | 37           | 13位         |                  |            |            |
| 1948-49  | セリエA             | 38           | 14           | 12           | 12           | 51           | 51           | 40           | 7位          |                  |            |            |
| 1949-50  | セリエA             | 38           | 13           | 8            | 17           | 45           | 64           | 34           | 12位         |                  |            |            |
| 1950-51  | セリエA             | 38           | 9            | 9            | 20           | 46           | 72           | 27           | 20位         |                  |            |            |
| 1951-52  | セリエB             | 38           | 17           | 8            | 13           | 61           | 38           | 42           | 5位          |                  |            |            |
| 1952-53  | セリエB             | 34           | 16           | 12           | 6            | 38           | 23           | 44           | 1位          |                  |            |            |
| 1953-54  | セリエA             | 34           | 10           | 8            | 16           | 36           | 50           | 28           | 12位         |                  |            |            |
| 1954-55  | セリエA             | 34           | 9            | 13           | 12           | 34           | 44           | 31           | 11位         |                  |            |            |
| 1955-56  | セリエA             | 34           | 12           | 9            | 13           | 50           | 52           | 33           | 10位         |                  |            |            |
| 1956-57  | セリエA             | 34           | 9            | 12           | 13           | 36           | 46           | 30           | 16位         |                  |            |            |
| 1957-58  | セリエA             | 34           | 9            | 12           | 13           | 53           | 60           | 30           | 13位         | GS敗退           |            |            |
| 1958-59  | セリエA             | 34           | 10           | 10           | 14           | 44           | 62           | 30           | 12位         | 3回戦敗退        |            |            |
| 1959-60  | セリエA             | 34           | 4            | 10           | 20           | 21           | 50           | 18           | 18位         | ベスト16         |            |            |
| 1960-61  | セリエB             | 38           | 14           | 14           | 10           | 47           | 42           | 35           | 13位         | 1回戦敗退        |            |            |
| 1961-62  | セリエB             | 38           | 22           | 10           | 6            | 64           | 28           | 54           | 1位          | 1回戦敗退        |            |            |
| 1962-63  | セリエA             | 34           | 9            | 10           | 15           | 32           | 48           | 28           | 15位         | 準々決勝敗退     |            |            |
| 1963-64  | セリエA             | 34           | 10           | 10           | 14           | 33           | 35           | 30           | 8位          | 3回戦敗退        |            |            |
| 1964-65  | セリエA             | 34           | 8            | 12           | 14           | 30           | 46           | 28           | 16位         | 準々決勝敗退     |            |            |
| 1965-66  | セリエB             | 38           | 15           | 14           | 9            | 44           | 35           | 44           | 5位          | 1回戦敗退        |            |            |
| 1966-67  | セリエB             | 38           | 12           | 12           | 14           | 39           | 33           | 36           | 12位         | 1回戦敗退        |            |            |
| 1967-68  | セリエB             | 40           | 9            | 18           | 13           | 36           | 31           | 36           | 17位         | 1回戦敗退        |            |            |
| 1968-69  | セリエB             | 38           | 10           | 21           | 7            | 36           | 29           | 41           | 6位          | GS敗退           |            |            |
| 1969-70  | セリエB             | 38           | 6            | 17           | 15           | 19           | 32           | 29           | 20位         | GS敗退           |            |            |
| 1970-71  | セリエC・ジローネB  | 38           | 22           | 12           | 4            | 36           | 12           | 56           | 1位          |                  |            |            |
| 1971-72  | セリエB             | 38           | 14           | 13           | 11           | 35           | 34           | 41           | 10位         | GS敗退           |            |            |
| 1972-73  | セリエB             | 38           | 20           | 13           | 5            | 47           | 26           | 53           | 1位          | GS敗退           |            |            |
| 1973-74  | セリエA             | 30           | 4            | 9            | 17           | 16           | 37           | 17           | 15位         | GS敗退           |            |            |
| 1974-75  | セリエB             | 38           | 14           | 10           | 14           | 31           | 33           | 38           | 7位          | GS敗退           |            |            |
| 1975-76  | セリエB             | 38           | 14           | 17           | 7            | 57           | 33           | 45           | 1位          | 2回戦敗退        |            |            |
| 1976-77  | セリエA             | 30           | 8            | 11           | 11           | 40           | 45           | 27           | 11位         | GS敗退           |            |            |
| 1977-78  | セリエA             | 30           | 5            | 15           | 10           | 23           | 33           | 25           | 14位         | GS敗退           |            |            |
| 1978-79  | セリエB             | 38           | 11           | 13           | 14           | 34           | 35           | 35           | 12位         | GS敗退           |            |            |
| 1979-80  | セリエB             | 38           | 11           | 16           | 11           | 33           | 34           | 38           | 11位         | GS敗退           |            |            |
| 1980-81  | セリエB             | 38           | 17           | 14           | 7            | 47           | 29           | 48           | 3位          | GS敗退           |            |            |
| 1981-82  | セリエA             | 30           | 6            | 13           | 11           | 24           | 29           | 25           | 13位         | GS敗退           |            |            |
| 1982-83  | セリエA             | 30           | 6            | 15           | 9            | 34           | 38           | 27           | 11位         | GS敗退           |            |            |
| 1983-84  | セリエA             | 30           | 6            | 13           | 11           | 24           | 36           | 25           | 14位         | GS敗退           |            |            |
| 1984-85  | セリエB             | 38           | 13           | 14           | 11           | 38           | 32           | 40           | 6位          | ベスト16         |            |            |
| 1985-86  | セリエB             | 38           | 14           | 12           | 12           | 35           | 31           | 40           | 7位          | 1回戦敗退        |            |            |
| 1986-87  | セリエB             | 38           | 12           | 18           | 8            | 44           | 39           | 42           | 6位          | 1回戦敗退        |            |            |
| 1987-88  | セリエB             | 38           | 9            | 14           | 15           | 25           | 32           | 32           | 14位         | 1回戦敗退        |            |            |
| 1988-89  | セリエB             | 38           | 16           | 19           | 3            | 51           | 35           | 13           | 1位          | 1回戦敗退        |            |            |
| 1989-90  | セリエA             | 34           | 6            | 17           | 11           | 27           | 31           | 29           | 11位         | 2回戦敗退        |            |            |
| 1990-91  | セリエA             | 34           | 14           | 12           | 8            | 51           | 36           | 40           | 4位          | ベスト16         |            |            |
| 1991-92  | セリエA             | 34           | 9            | 11           | 14           | 35           | 47           | 29           | 14位         | 準々決勝敗退     | UC         | 準決勝敗退 |
| 1992-93  | セリエA             | 34           | 7            | 17           | 10           | 41           | 55           | 31           | 13位         | ベスト16         |            |            |
| 1993-94  | セリエA             | 34           | 8            | 16           | 10           | 32           | 40           | 32           | 11位         | 1回戦敗退        |            |            |
| 1994-95  | セリエA             | 34           | 10           | 10           | 14           | 34           | 49           | 40           | 15位         | 3回戦敗退        |            |            |
| 1995-96  | セリエB             | 38           | 14           | 10           | 14           | 56           | 52           | 52           | 7位          | 2回戦敗退        |            |            |
| 1996-97  | セリエB             | 38           | 15           | 16           | 7            | 58           | 31           | 61           | 5位          | ベスト16         |            |            |
| 1997-98  | セリエB             | 38           | 14           | 9            | 15           | 50           | 53           | 51           | 9位          | ベスト32         |            |            |
| 1998-99  | セリエB             | 38           | 16           | 9            | 13           | 51           | 42           | 57           | 6位          | ベスト32         |            |            |
| 1999-00  | セリエB             | 38           | 16           | 9            | 13           | 51           | 42           | 57           | 6位          | 2回戦敗退        |            |            |
| 2000-01  | セリエB             | 38           | 10           | 17           | 11           | 44           | 39           | 47           | 12位         | GS敗退           |            |            |
| 2001-02  | セリエB             | 38           | 10           | 17           | 11           | 43           | 40           | 47           | 12位         | ベスト32         |            |            |
| 2002-03  | セリエB             | 38           | 9            | 12           | 17           | 47           | 51           | 39           | 18位         | GS敗退           |            |            |
| 2003-04  | セリエB             | 46           | 13           | 16           | 17           | 57           | 62           | 55           | 16位         | GS敗退           |            |            |
| 2004-05  | セリエB             | 42           | 19           | 19           | 4            | 72           | 44           | 76           | 22位         | GS敗退           |            |            |
| 2005-06  | セリエC1・ジローネA | 34           | 15           | 14           | 5            | 42           | 27           | 56           | 2位          | 1回戦敗退        |            |            |
| 2006-07  | セリエB             | 42           | 23           | 9            | 10           | 68           | 44           | 78           | 3位          | ベスト16         |            |            |
| 2007-08  | セリエA             | 38           | 13           | 9            | 16           | 44           | 52           | 48           | 10位         | 2回戦敗退        |            |            |
| 2008-09  | セリエA             | 38           | 19           | 11           | 8            | 56           | 39           | 68           | 5位          | ベスト16         |            |            |
| 2009-10  | セリエA             | 38           | 14           | 9            | 15           | 57           | 61           | 51           | 9位          | ベスト16         | UEL        | GS敗退     |
| 2010-11  | セリエA             | 38           | 14           | 9            | 15           | 45           | 47           | 51           | 10位         | ベスト16         |            |            |
| 2011-12  | セリエA             | 38           | 11           | 9            | 18           | 50           | 69           | 42           | 17位         | ベスト16         |            |            |
| 2012-13  | セリエA             | 38           | 8            | 14           | 16           | 38           | 52           | 38           | 17位         | 3回戦敗退        |            |            |
| 2013-14  | セリエA             | 38           | 11           | 11           | 16           | 41           | 50           | 44           | 14位         | 3回戦敗退        |            |            |
| 2014-15  | セリエA             | 38           | 16           | 11           | 11           | 62           | 47           | 59           | 6位          | 4回戦敗退        |            |            |
| 2015-16  | セリエA             | 38           | 13           | 7            | 18           | 45           | 48           | 46           | 11位         | ベスト16         |            |            |
| 2016-17  | セリエA             | 38           | 9            | 9            | 20           | 38           | 64           | 36           | 16位         | ベスト16         |            |            |
| 2017-18  | セリエA             | 38           | 11           | 8            | 19           | 33           | 43           | 41           | 12位         | ベスト16         |            |            |
| 2018-19  | セリエA             | 38           | 8            | 14           | 16           | 39           | 57           | 38           | 17位         | 4回戦敗退        |            |            |
| 2019-20  | セリエA             | 38           | 10           | 9            | 19           | 47           | 73           | 39           | 17位         | ベスト16         |            |            |
| 2020-21  | セリエA             | 38           | 10           | 12           | 16           | 47           | 58           | 42           | 11位         | ベスト16         |            |            |
| 2021-22  | セリエA             | 38           | 4            | 16           | 18           | 27           | 60           | 28           | 19位         | ベスト16         |            |            |
| 2022-23  | セリエB             | 38           | 21           | 11           | 6            | 53           | 28           | 73           | 2位          | ベスト16         |            |            |
| 2023-24  | セリエA             | 38           | 12           | 13           | 13           | 45           | 45           | 49           | 11位         | ベスト16         |            |            |
| 2024-25  | セリエA             | 38           | 10           | 13           | 15           | 37           | 49           | 43           | 13位         | 2回戦敗退        |            |            |

## 欧州の成績
| シーズン | 大会                 | ラウンド   | 対戦相手               | ホーム | アウェー | 合計 |  |
| -------- | -------------------- | ---------- | ---------------------- | ------ | -------- | ---- |  |
| 1991-92  | UEFAカップ           | 1回戦      | レアル・オビエド       | 3-1    | 0-1      | 3-1  |  |
| 1991-92  | UEFAカップ           | 2回戦      | ディナモ・ブカレスト   | 3-1    | 2-2      | 5-3  |  |
| 1991-92  | UEFAカップ           | 3回戦      | ステアウア・ブカレスト | 1-0    | 1-0      | 2-0  |  |
| 1991-92  | UEFAカップ           | 準々決勝   | リヴァプール           | 2-0    | 2-1      | 4-1  |  |
| 1991-92  | UEFAカップ           | 準決勝     | アヤックス             | 2-3    | 1-1      | 3-4  |  |
| 2009-10  | UEFAヨーロッパリーグ | プレーオフ | オーデンセ             | 3-1    | 1-1      | 4-2  |  |
| 2009-10  | UEFAヨーロッパリーグ | グループB  | バレンシア             | 1-2    | 2-3      | 3位  |  |
| 2009-10  | UEFAヨーロッパリーグ | グループB  | リール                 | 3-2    | 0-3      | 3位  |  |
| 2009-10  | UEFAヨーロッパリーグ | グループB  | スラヴィア・プラハ     | 2-0    | 0-0      | 3位  |  |

## 現所属メンバー
2024年12月22日現在
注：選手の国籍表記はFIFAの定めた代表資格ルールに基づく。
| No. | Pos. |              | 選手名                           |
| --- | ---- | ------------ | -------------------------------- |
| 1   | GK   | イタリア     | ニコラ・レアーリ                 |
| 2   | MF   | ノルウェー   | モアテン・トルスビー ★           |
| 3   | DF   | スペイン     | アーロン・マルティン             |
| 4   | DF   | ベルギー     | コニ・デ・ヴィンター             |
| 8   | MF   | ノルウェー   | エミル・ボヒネン ★               |
| 9   | FW   | ポルトガル   | ヴィティーニャ                   |
| 10  | MF   | ブラジル     | ジュニオール・メシアス ()        |
| 11  | FW   | ウルグアイ   | ガストン・ペレイロ ★             |
| 13  | DF   | イタリア     | マッティーア・バーニ             |
| 14  | DF   | イタリア     | アレッサンドロ・ヴォリャッコ     |
| 15  | DF   | イングランド | ブルック・ノートン＝カフィー ()★ |
| 17  | MF   | ウクライナ   | ルスラン・マリノフスキー ★       |
| 18  | FW   | ガーナ       | カレブ・エクバン ()              |
| 19  | FW   | イタリア     | アンドレア・ピナモンティ         |
| 20  | DF   | イタリア     | ステーファノ・サベッリ           |
| 21  | FW   | イタリア     | ジェフ・エカトール ()            |
| 22  | DF   | メキシコ     | ヨハン・バスケス ★               |

| No. | Pos. |              | 選手名                            |
| --- | ---- | ------------ | --------------------------------- |
| 23  | MF   | イタリア     | ファビオ・ミレッティ              |
| 27  | DF   | イタリア     | アレッサンドロ・マルカンダッリ () |
| 30  | FW   | ナイジェリア | デイヴィッド・アンケイェ ★        |
| 32  | MF   | デンマーク   | モルテン・フレンドルップ          |
| 33  | DF   | ウルグアイ   | アラン・マットゥーロ ()           |
| 39  | GK   | イタリア     | ダニエーレ・ソンマリーヴァ        |
| 45  | FW   | イタリア     | マリオ・バロテッリ ()             |
| 47  | MF   | クロアチア   | ミラン・バデリ                    |
| 53  | MF   | イスラエル   | リオル・カサ ()★                  |
| 55  | MF   | イタリア     | フェデリーコ・アッコルネーロ      |
| 59  | DF   | イタリア     | アレッサンドロ・ザノーリ          |
| 69  | DF   | イタリア     | オネスト・アーノール ()           |
| 72  | MF   | イタリア     | フィリッポ・メレゴーニ            |
| 73  | MF   | イタリア     | パトリツィオ・マジーニ            |
| 95  | GK   | イタリア     | ピエルルイジ・ゴッリーニ          |
| 99  | GK   | オーストリア | フランツ・シュトルツ              |

括弧内の国旗はその他の保有国籍を、星印はEU圏外選手を示す。

### レンタル移籍
in
注：選手の国籍表記はFIFAの定めた代表資格ルールに基づく。
| No. | Pos. |            | 選手名                                  |
| --- | ---- | ---------- | --------------------------------------- |
| 19  | FW   | イタリア   | アンドレア・ピナモンティ (サッスオーロ) |
| 23  | MF   | イタリア   | ファビオ・ミレッティ (ユヴェントス)     |
| 53  | MF   | イスラエル | リオル・カサ (マッカビ・ハイファ)       |

| No. | Pos. |          | 選手名                                |
| --- | ---- | -------- | ------------------------------------- |
| 59  | DF   | イタリア | アレッサンドロ・ザノーリ (ナポリ)     |
| 95  | GK   | イタリア | ピエルルイジ・ゴッリーニ (アタランタ) |

out
注：選手の国籍表記はFIFAの定めた代表資格ルールに基づく。
| No. | Pos. |          | 選手名                                           |
| --- | ---- | -------- | ------------------------------------------------ |
| --  | GK   | イタリア | シモーネ・カルヴァーニ (ポンテデーラ)            |
| --  | DF   | ドイツ   | レナート・チボラ (WSGティロル)                   |
| --  | DF   | イタリア | ガブリエーレ・カルヴァーニ (ブレシア)            |
| --  | DF   | イタリア | トンマーゾ・ピッティーノ (セストリ・レヴァンテ)  |
| --  | DF   | イタリア | アレッシオ・サルパ (ポンテデーラ)                |
| --  | DF   | イタリア | フェデリーコ・ヴァリエッティ (トラーパニ)        |
| --  | MF   | ギリシャ | フリストス・パパドプロス (ユヴェントス Next Gen) |
| --  | MF   | イタリア | マッティーア・アラーム (マントヴァ)              |

| No. | Pos. |              | 選手名                                          |
| --- | ---- | ------------ | ----------------------------------------------- |
| --  | MF   | イタリア     | マノロ・ポルタノーヴァ (レッジャーナ)           |
| --  | FW   | アイスランド | アルベルト・グズムンドソン (フィオレンティーナ) |
| --  | FW   | イタリア     | アレッサンドロ・デベネデッティ (マントヴァ)     |
| --  | FW   | イタリア     | アンドレア・ファヴィッリ (バーリ)               |
| --  | FW   | イタリア     | セイドゥ・フィーニ (エクセルシオール)           |
| --  | FW   | イタリア     | ダニエル・フォッサーティ (グッビオ)             |
| --  | FW   | イタリア     | エリーア・ペトレッリ (フォルリ)                 |
| --  | FW   | トルコ       | ギュヴェン・ヤルチュン (アロウカ)               |

## 歴代監督
以下はジェノアがサッカークラブとなった1896年以降の年代順の監督一覧である。ジェノアにはこれまで多くの監督・トレーナーがおり、いくつかのシーズンには共同監督がチームを率いた。
| 名前 | 国籍                                                          | 年      |
| --- | ------------------------------------------------------------- | ------- |
| ジェイムズ・リチャードソン・スペンスリー                                                                                      | イングランドの旗                                              | 1896–07 |
| 技術委員会 | イングランドの旗                                              | 1907–12 |
| ウィリアム・ガーバット | イングランドの旗                                              | 1912–27 |
| レンゾ・デ・ヴェッキ | イタリア王国の旗                                              | 1927–30 |
| セーカーニ・ゲーザ | ハンガリーの旗                                                | 1930–31 |
| ルイジ・ブルランド ギジェルモ・スタービレ                                                                                     | イタリア王国の旗 · アルゼンチンの旗                           | 1931–32 |
| カール・ルンボルト | オーストリアの旗                                              | 1932–33 |
| ナジ・ヨージェフ | ハンガリーの旗                                                | 1933–34 |
| ヴィットーリオ・ファロッパ 後にレンゾ・デ・ヴェッキ                                                                           | イタリア王国の旗 · イタリア王国の旗                           | 1934–35 |
| オルト・ジェルジ | ハンガリーの旗                                                | 1935–36 |
| ヘルマン・フェルスナー | オーストリアの旗                                              | 1936–37 |
| ウィリアム・ガーバット | イングランドの旗                                              | 1937–39 |
| オッターヴィオ・バルビエリ ウィリアム・ガーバット                                                                             | イタリア王国の旗 · イングランドの旗                           | 1939–40 |
| オッターヴィオ・バルビエリ | イタリア王国の旗                                              | 1940–41 |
| グイド・アーラ | イタリア王国の旗                                              | 1941–43 |
| オッターヴィオ・バルビエリ 後にヴィオラ・ヨージェフ                                                                           | イタリア王国の旗 · ハンガリーの旗                             | 1945–46 |
| ウィリアム・ガーバット | イングランドの旗                                              | 1946–48 |
| フェデリコ・アッラージオ | イタリアの旗                                                  | 1948–49 |
| ジョン・デイヴィッド・アストリー 後にジョン・デイヴィッド・アストリー およびフェデリコ・アッラージオ 後にマニーロ・バチガルポ | イングランドの旗 · イタリアの旗 · イタリアの旗                | 1949–50 |
| マニーロ・バチガルポ | イタリアの旗                                                  | 1950–51 |
| シェンケイ・イムレ 後にヴァレンティーノ・サラおよびジャチント・エッレーナ                                                     | ハンガリーの旗 · イタリアの旗                                 | 1951–52 |
| ジャチント・エッレーナ | イタリアの旗                                                  | 1952–53 |
| シャーロシ・ジェルジ 後にリーノ・ボニラウリ                                                                                   | ハンガリーの旗 · イタリアの旗                                 | 1953–55 |
| レンゾ・マーリ | イタリアの旗                                                  | 1955–58 |
| アンニバレ・フロッシ | イタリアの旗                                                  | 1958–59 |
| アントニオ・ブジーニ ジポ・ポッジ 後にジェシー・カーヴァー 後にアンニバレ・フロッシ                                           | イタリアの旗 · イタリアの旗 · イングランドの旗 · イタリアの旗 | 1959–60 |
| アンニバレ・フロッシ | イタリアの旗                                                  | 1960–61 |
| レナート・ゲイ | イタリアの旗                                                  | 1961–63 |
| ベニアミノ・サントス | アルゼンチンの旗                                              | 1963–64 |
| パウロ・アマラウ 後にロベルト・レリチ                                                                                         | ブラジルの旗 · イタリアの旗                                   | 1964–65 |
| ルイジ・ボニッツォーリ | イタリアの旗                                                  | 1965–66 |
| ジョルジョ・ゲッツィ 後にパオロ・タバネッリ                                                                                   | イタリアの旗 · イタリアの旗                                   | 1966–67 |
| リヴィオ・フォンガロ 後にアルド・カンパテッリ                                                                                 | イタリアの旗 · イタリアの旗                                   | 1967–68 |
| アルド・カンパテッリ 後にアルド・カンパテッリおよびマウリツィオ・ブルーノ                                                     | イタリアの旗 · イタリアの旗                                   | 1968–69 |
| フランコ・ヴィヴィアーニ 後にマウリツィオ・ブルーノおよびリーノ・ボニラウリ 後にアレディオ・ジモーナおよびリーノ・ボニラウリ  | イタリアの旗 · イタリアの旗 · イタリアの旗                    | 1969–70 |
| アルトゥーロ・シルヴェストリ                                                                                                  | イタリアの旗                                                  | 1970–74 |
| グイド・ヴィンチェンツィ | イタリアの旗                                                  | 1974–75 |
| ジジ・シモーニ | イタリアの旗                                                  | 1975–78 |
| ピエトロ・マローゾ 後にエットーレ・プリチェッリ 後にジャンニ・ブイ                                                            | イタリアの旗 · イタリアの旗 · イタリアの旗                    | 1978–79 |
| ジャンニ・ディ・マルツィオ | イタリアの旗                                                  | 1979–80 |
| ジジ・シモーニ | イタリアの旗                                                  | 1980–84 |
| タルチジオ・ブルニチ | イタリアの旗                                                  | 1984–86 |
| アッティーリオ・ペロッティ | イタリアの旗                                                  | 1986–87 |
| ジジ・シモーニ 後にアッティーリオ・ペロッティ                                                                                 | イタリアの旗 · イタリアの旗                                   | 1987–88 |

| 名前                                                                                         | 国籍                                       | 年        |
| -------------------------------------------------------------------------------------------- | ------------------------------------------ | --------- |
| フランコ・スコーリオ                                                                         | イタリアの旗                               | 1988–90   |
| オズヴァルド・バニョーリ                                                                     | イタリアの旗                               | 1990–92   |
| ブルーノ・ジョルジ 後にルイジ・マイフレーディ 後にクラウディオ・マセッリ                     | イタリアの旗 · イタリアの旗 · イタリアの旗 | 1992–93   |
| クラウディオ・マセッリ 後にフランコ・スコーリオ                                              | イタリアの旗 · イタリアの旗                | 1993–94   |
| フランコ・スコーリオ 後にジュゼッペ・マルキオーロ 後にクラウディオ・マセッリ                 | イタリアの旗 · イタリアの旗 · イタリアの旗 | 1994–95   |
| ジジ・ラディーチェ 後にガエターノ・サルヴェミーニ                                            | イタリアの旗 · イタリアの旗                | 1995–96   |
| アッティーリオ・ペロッティ                                                                   | イタリアの旗                               | 1996–97   |
| ガエターノ・サルヴェミーニ                                                                   | イタリアの旗                               | 1997      |
| クラウディオ・マセッリ                                                                       | イタリアの旗                               | 1997      |
| タルチジオ・ブルニチ                                                                         | イタリアの旗                               | 1997–98   |
| ジュゼッペ・ピッロン                                                                         | イタリアの旗                               | 1998      |
| ルイジ・カーニ                                                                               | イタリアの旗                               | 1998      |
| デリオ・ロッシ                                                                               | イタリアの旗                               | 1999–00   |
| ブルーノ・ボルキ                                                                             | イタリアの旗                               | 2000      |
| グイド・カルボーニ アルフレド・マーニ                                                        | イタリアの旗 · イタリアの旗                | 2000–01   |
| ブルーノ・ボルキ                                                                             | イタリアの旗                               | 2001      |
| クラウディオ・オノフリ                                                                       | イタリアの旗                               | 2001      |
| フランコ・スコーリオ                                                                         | イタリアの旗                               | 2001      |
| エドアルド・レヤ                                                                             | イタリアの旗                               | 2001–02   |
| クラウディオ・オノフリ                                                                       | イタリアの旗                               | 2002      |
| ヴィンチェンツォ・トッレンテ リーノ・ラヴェッツィーニ                                        | イタリアの旗 · イタリアの旗                | 2003      |
| ロベルト・ドナドーニ                                                                         | イタリアの旗                               | 2003      |
| ルイジ・デ・カーニオ                                                                         | イタリアの旗                               | 2004      |
| セルセ・コスミ                                                                               | イタリアの旗                               | 2004–05   |
| フランチェスコ・グイドリン                                                                   | イタリアの旗                               | 2005      |
| ジョヴァンニ・ヴァヴァッソリ 後にアッティーリオ・ペロッティ 後にジョヴァンニ・ヴァヴァッソリ | イタリアの旗 · イタリアの旗 · イタリアの旗 | 2005–06   |
| ジャン・ピエロ・ガスペリーニ                                                                 | イタリアの旗                               | 2006–2010 |
| ダヴィデ・バッラルディーニ                                                                   | イタリアの旗                               | 2010–2011 |
| アルベルト・マレザーニ                                                                       | イタリアの旗                               | 2011      |
| パスクアーレ・マリーノ                                                                       | イタリアの旗                               | 2011-2012 |
| アルベルト・マレザーニ                                                                       | イタリアの旗                               | 2012      |
| ルイジ・デ・カーニオ                                                                         | イタリアの旗                               | 2012      |
| ルイジ・デルネーリ                                                                           | イタリアの旗                               | 2012-2013 |
| ダヴィデ・バッラルディーニ                                                                   | イタリアの旗                               | 2013      |
| ファビオ・リヴェラーニ                                                                       | イタリアの旗                               | 2013      |
| ジャン・ピエロ・ガスペリーニ                                                                 | イタリアの旗                               | 2013-2016 |
| イヴァン・ユリッチ                                                                           | クロアチアの旗                             | 2016-2017 |
| アンドレア・マンドルリーニ                                                                   | イタリアの旗                               | 2017      |
| イヴァン・ユリッチ                                                                           | クロアチアの旗                             | 2017      |
| ダヴィデ・バッラルディーニ                                                                   | イタリアの旗                               | 2017-2018 |
| イヴァン・ユリッチ                                                                           | クロアチアの旗                             | 2018      |
| チェーザレ・プランデッリ                                                                     | イタリアの旗                               | 2018-2019 |
| アウレリオ・アンドレアッツォーリ                                                             | イタリアの旗                               | 2019      |
| ティアゴ・モッタ                                                                             | イタリアの旗                               | 2019      |
| ダヴィデ・ニコーラ                                                                           | イタリアの旗                               | 2019-2020 |
| ロランド・マラン                                                                             | イタリアの旗                               | 2020      |
| ダヴィデ・バッラルディーニ                                                                   | イタリアの旗                               | 2020-2021 |
| アンドリー・シェフチェンコ                                                                   | ウクライナの旗                             | 2021-2022 |
| アブドゥレイ・コンコ (暫定)                                                                  | フランスの旗                               | 2022      |
| アレクサンダー・ブレシン                                                                     | ドイツの旗                                 | 2022      |
| アルベルト・ジラルディーノ                                                                   | イタリアの旗                               | 2022-2024 |
| パトリック・ヴィエラ                                                                         | フランスの旗                               | 2024-     |

## 歴代所属選手

### GK
| - ジョヴァンニ・チェルボーネ 1984-1987 - ステファノ・タッコーニ 1992-1994 - マリオ・イエルポ 1996-1998 - アレッシオ・スカルピ 2004-2012 - ルビーニョ 2006-2009, 2017 | - マルコ・アメリア 2009-2010 - マッティア・ペリン 2010-2018, 2020-2021 - セバスティアン・フレイ 2011-2013 - サルヴァトーレ・シリグ 2021-2022 |

### DF
| - セバスティアーノ・ネーラ 1978-1981 - ヴィンチェンツォ・トレンテ 1985-2000 - ニコラ・カリコラ 1987-1994, 1994-1995 - ジャンルカ・シニョリーニ 1988-1995 - フルヴィオ・コッロヴァーティ 1989-1993 - ブランコ 1991-1993 - クリスティアン・パヌッチ 1991-1993 - アンドレア・フォルトゥナート 1992-1993 - ダン・ペトレスク 1993-1994 - ファビオ・ガランテ 1994-1996 - マッテオ・フェラーリ 1997-1998, 2008-2009 - アウダイール 2003-2004 - ドメニコ・クリッシト 2003-2004, 2006-2007, 2008-2011, 2018-2022, 2023 | - ジュゼッペ・ビアーヴァ 2008-2010 - サルヴァトーレ・ボッケッティ 2008-2010 - ソクラティス・パパスタソプーロス 2008-2010 - ジャンドメニコ・メスト 2008-2012 - ラフィーニャ 2010-2011 - カハ・カラーゼ 2010-2012 - アンドレアス・グランクヴィスト 2011-2013 - ルカ・アントネッリ 2011-2015 - シメ・ヴルサリコ 2013-2014 - ニコラス・ブルディッソ 2014-2017 - アルマンド・イッツォ 2014-2018 - クリスティアン・ロメロ 2018-2020 |

### MF
| - グンナー・グレン 1955-1956 - ルイジ・シモーニ 1971-1974 - ブルーノ・コンティ 1975-1976, 1978-1979 - ステファノ・エラーニオ 1984-1992 - ニコラ・カリコーラ 1987-1994, 1994-95 - ダビデ・フォントラン 1988-1990 - ジェンナーロ・ルオートロ 1988-2002 - マリオ・ボルトラッツィ 1990-1998 - ヨン・ファント・シップ 1992-1996 - アントニオ・マニコーネ 1994-1995 - マッシモ・ムタレッリ 1998-2002 - ジョヴァンニ・ストロッパ 2000-2002 - パウル・コドレア 2001-2003 - ヴァロン・ベーラミ 2003-2005, 2020-2022 - マルコ・ロッシ 2003-2013 | - ジョヴァンニ・テデスコ 2004-2006 - イヴァン・ユリッチ 2006-2010 - オマール・ミラネット 2006-2011 - フリオ・セサル・レオン 2007-2008 - ティアゴ・モッタ 2008-2009 - ボシュコ・ヤンコヴィッチ 2008-2013 - ミゲル・ヴェローゾ 2010-2012, 2016-2019 - ユライ・クツカ 2011-2015 - ステファノ・ストゥラーロ 2011-2015, 2019-2023 - トマス・リンコン 2014-2017 - ディエゴ・ラクサール 2015-2018 - ダルコ・ラゾヴィッチ 2015-2019 - ラセ・シェーネ 2019-2021 - ケヴィン・ストロートマン 2021, 2022-2024 |

### FW
| - ギジェルモ・スタービレ 1930-1934, 1935 - ロベルト・プルッツォ 1973-1978 - カルロス・アルベルト・アギレラ 1989-1992 - トマーシュ・スクラビー 1990-1996 - ミケーレ・パドヴァーノ 1992-1993, 1994 - 三浦知良 1994-1995 - ヴィンチェンツォ・モンテッラ 1995-1996 - モハメド・カロン 1997-1998 - ディエゴ・ミリート 2003-2005, 2008-2009 - ジュゼッペ・スクッリ 2006-2011, 2012, 2014 - マルコ・ディ・ヴァイオ 2007-2008 - マルコ・ボリエッロ 2007-2008, 2012-2013, 2015 - ラッファエレ・パッラディーノ 2008-2011, 2017-2018 | - エルナン・クレスポ 2009-2010 - ロドリゴ・パラシオ 2009-2012 - ルカ・トーニ 2010-2011 - ダビド・スアソ 2010 - アルベルト・ジラルディーノ 2012-2014 - チーロ・インモービレ 2012-2013 - ゴラン・パンデフ 2015-2022 - レオナルド・パヴォレッティ 2015-2017 - ジョバンニ・シメオネ 2016-2017 - クシシュトフ・ピョンテク 2018-2019 - マッティア・デストロ 2020-2022 - エルドル・ショムロドフ 2020-2021 - マテオ・レテギ 2023-2024 |

## 永久欠番
- 6：ジャンルカ・シニョリーニ
  - 1988年 - 1995年に在籍したディフェンダーで、主将も務めた。2002年にALSで死去。
- 7：マルコ・ロッシ
  - 2003年 - 2013年に在籍したミッドフィールダーで、主将も務めた。

## 記録
- チーム最多出場記録 444試合 ジェンナーロ・ルオートロ (1988-2002)